# Analytische Kunst

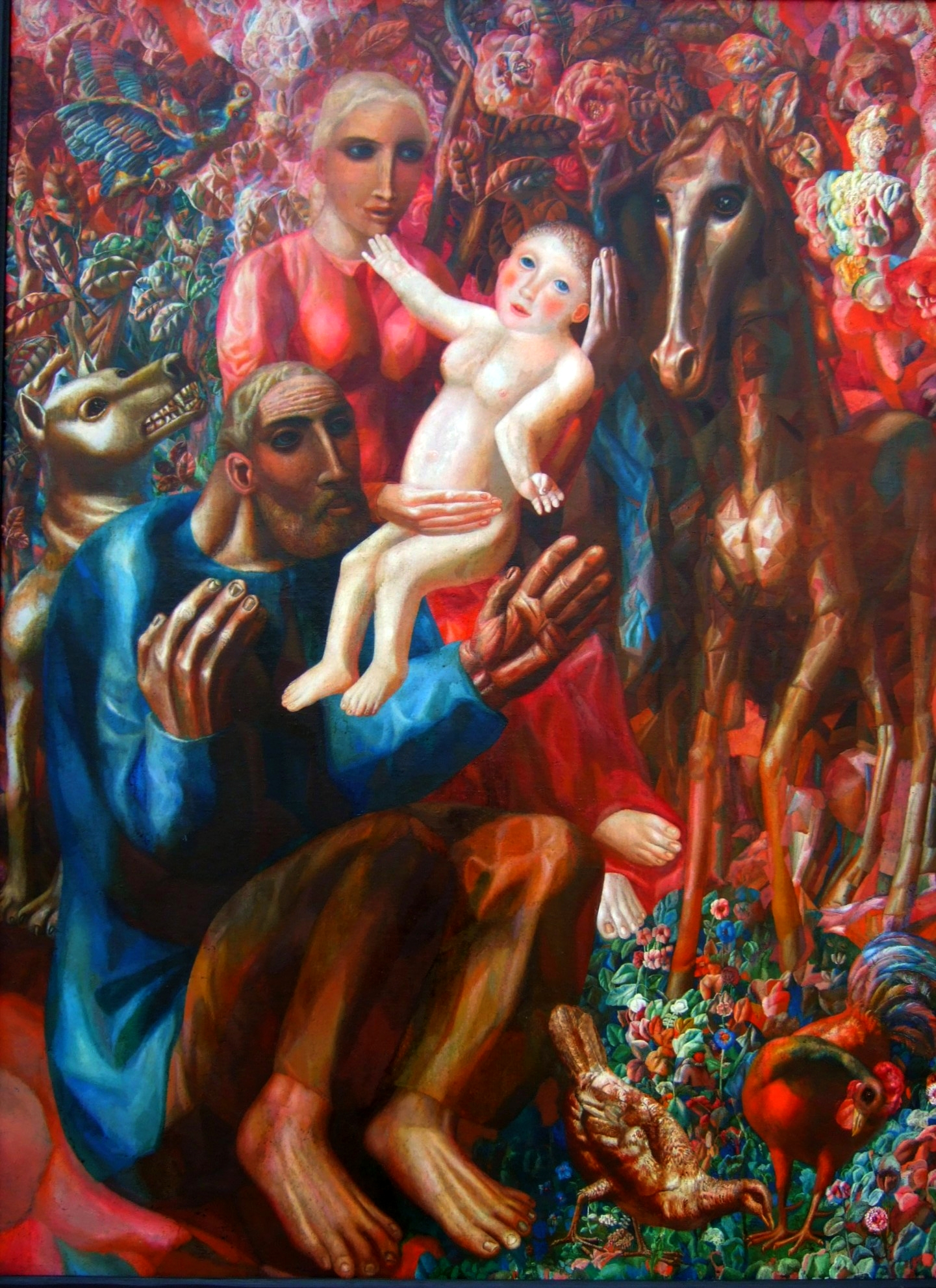
Pawel Filonow: Bauernfamilie (Die Heilige Familie) 1914, Öl auf Leinwand, 159 × 128 cm. Russisches Museum in St. Petersburg

Die Analytische Kunst, deren Entstehung und Entwicklung auf der Schule und den Werken von Pawel Filonow (1881–1941) basieren, ist eine  Kunstrichtung der russischen Avantgarde.

## Geschichte
Bereits 1912 wurde von Filonow ein erster Aufsatz der Prinzipien einer sog. Analytischen Kunst  im Essay Kanon und Gesetz (Канон и закон) proklamiert.

„Wir verteidigen uns nicht und greifen nicht an. Wir gehen unseren Weg; wenn man uns aber eine Verbindung zum K[ubo]fut[urismus] nachzuweisen wünscht, dann antworten wir: >Ihr wollt eine Verbindung unserer Theorie mit unseren Vorgängern suchen, aber nicht über den K[ubo]fut[urismus] und Pic[asso], sondern über das kalte und schonungslose Verneinen ihrer ganzen Mechanik.“

Die analytische Kunst wurde somit bewusst in einen Gegensatz gesetzt zum damals vorherrschenden Futurismus (begründet von Filippo Tommaso Marinetti) und Kubismus (eingeleitet von Pablo Picasso) sowie deren Verschmelzung in Russland zu Kubofuturismus. Die analytische Kunst hatte zunächst eine ausgeprägte Orientierung an die Natur und das Natürliche, wie z. B. das Bild  „Fischerschonner“ (1913, 106 × 100 cm, Öl auf Papier auf Leinwand), in dem Filonow eine fortwährenden Metamorphose aufzeigt getreu den neuen Prinzipien, dass eine 

„reine Form in der Kunst jedes beliebige Ding, das mit offen gelegter Verbindung zu der sich in ihm abspielenden Evolution gemalt ist, d.h. mit der allsekündlichen Umwandlung in etwas Neues, wie auch mit den Funktionen und dem Werden dieses Prozesses.“

Seit Anfang 1914 legte Filonow einen Grundstein zur Gründung einer Künstlervereinigung, die den Prinzipien der analytischen Kunst folgen sollte. Zu seinen ersten Wegbegleitern zählten David N. Kakabadse, Anna M. Kirillowa, Elsa A. Lasson-Spirowa und Jewgeni K. Pskowitinow. Im März 1914 veröffentlichte diese Vereinigung in St. Petersburg das Manifest „Intime Werkstatt der Maler und Zeichner ›Gemachte Bilder‹“ als erste gedruckte Deklaration der analytischen Kunst. Auf dem Titelblatt wurde eine Reproduktion Filonows „Das Festmahl der Könige“ (im Original 175 × 215 cm, Öl auf Leinwand) abgedruckt.

„Unser Ziel ist, Gemälde und Zeichnungen zu erarbeiten, die mit aller Schönheit beharrlicher Arbeit gemacht sind, da wir wissen, dass das Wertvollste an einem Gemälde oder einer Zeichnung die kraftvolle Arbeit des Menschen an einem Ding ist, in dem er sich selbst und seine unsterbliche Seele offenbart.“

Infolge einer Reihe von schriftlichen Arbeiten und Vorträgen kam dann die Deklaration des ›Welterblühens‹ (Декларация „Мирового расцвета“), die seit der Publikation in der Zeitschrift „Zizn' Iskusstva“ (Жизнь искусства) Ausgabe Nr. 20 vom 22. Mai 1923 zu den wichtigsten Dokumenten der analytischen Kunst zählt.

„Ich bin der Künstler des Welterblühens, folglich ein Proletarier. Ich bezeichne mein Prinzip als naturalistisch aufgrund seiner rein wissenschaftlichen Methode, über eine Objekt nachzudenken, es adäquat und erschöpfend vorherzusehen, all seine Prädikate bis zur unbewussten und überbewussten Erfassung intuitiv zu erahnen und das Objekt in einer wahrnehmungsadäquaten gestalterischen Lösung zu zeigen.
Es aktiviert alle Prädikate des Objektes und seiner Sphäre: das Sein, das Pulsieren und seine Sphäre, Biodynamik und Intellekt, Emanationen, Implikationen, Genesen, Prozesse in Farbe und Form – kurz gesagt, das Leben insgesamt; und es nimmt die Sphäre nicht als bloßen Raum, sondern als biodynamische Sphäre, in der das Objekt sich in ständiger Emanation und wechselseitigen Durchdringungen befindet. Das Sein des Objektes und der Sphäre sind im ewigen Werden begriffen, in der Umwandlung von Farbe, Form und Prozessen (absolute analytische Vision). Hier die Formel dieser Methode: absolute Analyse, Voraussehen des Objektes und seiner Sphäre im Sinne des Biomonismus und wahrnehmungsadäquate Lösung. Von daher der Begriff der Kontinuität der einen Front: die zwei Prädikate des Realismus (rohe Form und rohe Farbe), komprimierte und präzise herausgearbeitete Form und Farbe, Hinzuziehung von Verschiebungen, reine aktive Form usw.“

Es liegt mehr an der Erschließung der Methoden, nach denen die Natur waltet, als an den Formen, die dabei hervorgebracht werden. Es geht um die untergründig waltenden Prozesse der Welt, um in gleichsam wissenschaftlicher Manier dem schwirrenden Mikrokosmos des Lebens, dem was es im Innersten zusammenhält, auf die Spur zu kommen.

„Da ich weiß, analysiere, sehe, intuitiv spüre, dass jedem beliebigen Objekt nicht nur zwei Prädikate innewohnen, Form und Farbe, sondern eine ganze Welt sichtbarer und unsichtbarer Phänomene, deren Emanationen, Reaktionen, Implikationen, Genesis, Sein, bekannte oder gemeime Prädikate zukommen, so weise ich das Dogma des modernen Realismus der »zwei Prädikate« und all seine rechten und linken Sekten als unwissenschaftlich und tot zurück – ganz und gar.
An seine Stelle setze ich den wissenschaftlichen, analytischen, intuitiven Naturalismus, die Initiative dessen, der alle Prädikate des Objekts, der Phänomene der ganzen Welt, die sichtbaren und die dem bloßen Auge nicht sichtbaren Phänomene und Prozesse im Menschen selbst untersucht, die Ausdauer des forschenden Künstlers und das Prinzip des »biologisch gemachten Bildes«.“

Pawel Filonow legte nahe, auch große Gemälde mit kleinem Pinsel zu malen, so wie z. B. „Formel des Frühlings“ (250 × 285 cm, Öl auf Leinwand). Er lehrte seine Schüler:

„Male beharrlich und genau jedes Atom. Führe beharrlich und genau die durch zu arbeitende Farben in jedes Atom ein, damit sie sich da hinein graben kann, wie Wärme in einen Körper.“

Diese Formulierung mag übertrieben klingen, und doch hat Filonow damit ernst gemacht – und auf diese Weise unglaubliche Wirkungen von Tiefe, Zartheit, Komplexität, Chaotik und Unendlichkeit erreicht. Das oszilliert und pulsiert, das verliert und findet sich, das zersplittert und wächst zusammen. Ungegenständliches und Gegenständliches gehen ständig ineinander über, werden zu zwei Seiten einer einzigen Welt. Das Gegenständliche ist die Fortsetzung, die Zusammenstellung der ungegenständlichen organischen Strukturen. Und es mündet auch wieder in die Abstraktheit des Makrokosmos.
Im Sommer 1925 konnte Filonow in einem der Räume der Russischen Kunstakademie gemeinsam mit seinen neuen Schülern arbeiten. Sie bildeten eine künstlerische Gruppierung, das „Kollektiv der Meister der analytischen Kunst“ (Мастера аналитического искусства, MAI), welche mit bereits rund 40 Mitgliedern erst gegen 1927 offiziell als Künstlergesellschaft anerkannt wurde. Diese wurde auch Werkstatt der analytischen Kunst (Мастерская аналитического искусства) genannt.
Diese Künstler blicken auf die Dinge mehr mit einem wissenden und nicht nur sehendem Auge, um diese zugleich in „Serien von Verwandlungsprozessen“ darzustellen. Solch analytische Kunst strebt ins Pflanzenhaft-Organische sowie Mystisch-Kosmische und ihren Begründer zu einem russischen Pendant von Paul Klee.
In seiner Autobiografie vom April 1929 konnte Filonow seinen Einfluss, wenn auch nur teilweise oder bedingt, auf die Strömungen in der Malerei und Grafik von Suprematismus bis zum deutschen Expressionismus feststellen. 1930 wurde dann Filonow's theoretisches Werk „Die Ideologie der analytischen Kunst“ publiziert.

„Hier eine gedrängte Aufzählung meiner Mittel als Meister und ihre Definitionen:
Komprimierte und scharf ausgedrückte Form und Farbe. Verschiebung enthaltende Form, Biodynamik der Verschiebung. Reine aktive Form, dem Gegenstand und seine Prädikaten, ihrer Auswahl oder dem absoluten Komplex absolut adäquat (dieselbe Definition auch für Farbe und Klang). Die Formel: ein Komplex oder eine Auswahl aus reinen, aktiven Formen, abstrakte und kunstruktive Auswahl in all diesen Dingen. Organische Ästhetik, ästhetische Dissonanz. Dasselbe gilt für Konstruktion und Gesetz eines Gemäldes, angefangen beim Biologischen bis zum Konstruktivsten als solchem. Überführen des Pulsschlags in Rhythmus und seine maximale Spannung, Einbeziehen des Klangs als Überführung via Rhythmus. Ich stelle weder Regeln auf, noch gründe ich eine Schule (ich lehne diesen Ansatz ab), sondern ich biete als Grundlage eine einfache, rein wissenschaftliche Methode, deren sich jeder, sei er rechts oder links, bedienen kann.
Die Losungen >gemachtes Gemälde<, >Ablehnung der modernen Kunstkritik<, >Übertragung des Schwerpunktes der zeitgenössischen Kunst nach Russland<, >reine aktive Form<, >Welterblühen< wurden von mir erstmals im Jahre 1914/1915 in Petrograd ausgegeben.“

Die Künstlergruppierung MAI, so wie einige andere auch, wurde 1932 von der sowjetischen Kulturpolitik einfach aufgelöst. Einige von insgesamt ungefähr 70 Schülern haben seine Werkstatt auch weiterhin (bis zum Hungertod des Gründers im belagerten Leningrad) benutzt, während seine Nachfolger weiterhin die so intensiv artikulierte Prinzipien umsetzen.

## Auswahl der Künstler
- Juri Borissowitsch Chrschanowski (1905–1987), Maler und Graphiker, arbeitete am Theater
- Tatjana Glebowa (1900–1985), Malerin, Graphikerin, Bühnenbildnerin
- Boris Gurwitsch (1905–1985), Maler, Graphiker, Bühnenbildner. Gestaltung des sowjetischen Pavillons bei der Weltfachausstellung Paris 1937
- Nikolai Jewgrafow (1904–1942), Maler und Graphiker
- Pawel Kondratjew (1902–1985), Maler und Graphiker, Arbeit in verschiedenen Verlagen
- Julie Mehretu (* 1970), Malerin der analytischen Bildwelten
- Alevtina Mordwinowa (1900–1980), Graphikerin und Buchillustratorin
- Sofia Saklikowskaja (1899–1975), Malerin und Graphikerin
- Pawel Salzmann (1912–1985), Maler, Graphiker und Schriftsteller
- Vsewolod  Sulimo-Samuillo (1903–1965), Maler, Graphiker, Bühnenbildner
- Alisa Poret (1902–1984), Malerin, Graphikerin und Buchillustratorin
- Michail Zybassow (1904–1967), Maler und Buchillustrator (u. a. Kalevala)